# 아시베쓰시
아시베쓰시(일본어: 芦別市, 아이누어: Aspet)는 일본 홋카이도 소라치 종합진흥국 중부의 소라치강 유역에 있는 시이다.
면적이 넓고 일찍이 석탄 산업이 번성해 인구가 7만 명이 넘었지만, 폐광이 많아지면서 인구가 급격히 감소했다. 현재는 지역 경제의 재건을 위해 관광 산업에 힘을 쏟고 있다.

## 이름의 유래
시의 남단에서 중부를 걸쳐 남북으로 뻗어 있는 아시베쓰강에서 유래한다. “아시베쓰”는 아이누어로 “강바닥이 깊고 험한 곳”을 의미하는 아스페트(Aspet)에서 유래한다.

## 지리
홋카이도 소라치 종합진흥국 관내의 거의 중아동단부에 위치한다. 유바리 산지 북부의 대부분을 포함하고 일본에서도 유수한 면적을 자랑한다. 면적의 약 90%는 산악·삼림 지대이다.

## 역사
- 1900년 - 우타시나이촌에서 아시베쓰촌이 분리되었다.
- 1941년 - 정으로 승격해 아시베쓰정이 되었다.
- 1953년 - 시로 승격해 아시베쓰시가 되었다.

## 교통

### 철도
- 홋카이도 여객철도 네무로 본선

### 도로
- 국도 36호선
- 국도 452호선

## 기후
| 아시베쓰시의 기후                                            | 아시베쓰시의 기후 | 아시베쓰시의 기후 | 아시베쓰시의 기후 | 아시베쓰시의 기후 | 아시베쓰시의 기후 | 아시베쓰시의 기후 | 아시베쓰시의 기후 | 아시베쓰시의 기후 | 아시베쓰시의 기후 | 아시베쓰시의 기후 | 아시베쓰시의 기후 | 아시베쓰시의 기후 | 아시베쓰시의 기후 |
| 월                                                           | 1월               | 2월               | 3월               | 4월               | 5월               | 6월               | 7월               | 8월               | 9월               | 10월              | 11월              | 12월              | 연간              |
| ------------------------------------------------------------ | ----------------- | ----------------- | ----------------- | ----------------- | ----------------- | ----------------- | ----------------- | ----------------- | ----------------- | ----------------- | ----------------- | ----------------- | ----------------- |
| 역대 최고 기온 °C (°F)                                       | 7.6 (45.7)        | 13.2 (55.8)       | 15.5 (59.9)       | 28.7 (83.7)       | 33.0 (91.4)       | 35.7 (96.3)       | 37.2 (99.0)       | 36.7 (98.1)       | 33.1 (91.6)       | 25.4 (77.7)       | 20.9 (69.6)       | 14.3 (57.7)       | 37.2 (99.0)       |
| 일평균 최고 기온 °C (°F)                                     | −1.9 (28.6)       | −0.7 (30.7)       | 3.8 (38.8)        | 11.4 (52.5)       | 18.8 (65.8)       | 23.0 (73.4)       | 26.5 (79.7)       | 26.9 (80.4)       | 22.6 (72.7)       | 15.5 (59.9)       | 7.1 (44.8)        | 0.1 (32.2)        | 12.8 (55.0)       |
| 일일 평균 기온 °C (°F)                                       | −6.4 (20.5)       | −5.6 (21.9)       | −1.0 (30.2)       | 5.5 (41.9)        | 12.3 (54.1)       | 16.9 (62.4)       | 20.9 (69.6)       | 21.4 (70.5)       | 16.6 (61.9)       | 9.6 (49.3)        | 2.7 (36.9)        | −3.8 (25.2)       | 7.4 (45.4)        |
| 일평균 최저 기온 °C (°F)                                     | −11.3 (11.7)      | −11.1 (12.0)      | −6.1 (21.0)       | 0.0 (32.0)        | 6.1 (43.0)        | 11.8 (53.2)       | 16.4 (61.5)       | 17.0 (62.6)       | 11.7 (53.1)       | 4.7 (40.5)        | −1.2 (29.8)       | −7.8 (18.0)       | 2.5 (36.5)        |
| 역대 최저 기온 °C (°F)                                       | −26.3 (−15.3)     | −25.7 (−14.3)     | −23.8 (−10.8)     | −11.2 (11.8)      | −2.4 (27.7)       | 1.8 (35.2)        | 8.0 (46.4)        | 8.4 (47.1)        | 1.7 (35.1)        | −2.7 (27.1)       | −13.3 (8.1)       | −21.1 (−6.0)      | −26.3 (−15.3)     |
| 평균 강수량 mm (인치)                                        | 65.3 (2.57)       | 53.1 (2.09)       | 59.4 (2.34)       | 53.7 (2.11)       | 66.7 (2.63)       | 76.3 (3.00)       | 122.9 (4.84)      | 152.7 (6.01)      | 142.8 (5.62)      | 116.1 (4.57)      | 128.3 (5.05)      | 98.2 (3.87)       | 1,141.6 (44.94)   |
| 평균 강설량 cm (인치)                                        | 161 (63)          | 140 (55)          | 108 (43)          | 14 (5.5)          | 0 (0)             | 0 (0)             | 0 (0)             | 0 (0)             | 0 (0)             | 2 (0.8)           | 67 (26)           | 177 (70)          | 666 (262)         |
| 평균 강수일수 (≥ 1.0 mm)                                     | 17.2              | 14.9              | 14.1              | 11.8              | 11.2              | 9.1               | 10.7              | 11.8              | 12.5              | 15.4              | 18.7              | 20.4              | 167.8             |
| 평균 강설일수 (≥ 3 cm)                                       | 18.3              | 16.2              | 13.3              | 1.9               | 0                 | 0                 | 0                 | 0                 | 0                 | 0.2               | 6.3               | 18.5              | 74.7              |
| 평균 월간 일조시간                                           | 76.1              | 84.6              | 129.5             | 160.4             | 188.1             | 169.7             | 163.1             | 155.9             | 155.0             | 126.5             | 69.0              | 55.9              | 1,533.9           |
| 출처: 일본 기상청 (평년값: 1991년~2020년, 극값: 1978년~현재) |                   |                   |                   |                   |                   |                   |                   |                   |                   |                   |                   |                   |                   |

## 자매 도시
- 캐나다 프린스에드워드아일랜드주 샬럿타운(1997년)